# Mescalerolemur
Mescalerolemur (що означає «лемур мескалеро-апача») — це вимерлий рід адапіформних стрепсіринів із відкладень пізнього середнього еоцену (вік Уінтан) округу Брюстер, штат Техас. Він відомий з голотипу TMM 41672-232, пов'язаного з лівою та правою верхньою щелепою з частковими та повними зубами, а також із згадуваних зразків TMM 41672-230, TMM 41672-233 та TMM 41672-236. Його вперше назвали Е. Крістофер Кірк і Блайт А. Вільямс у 2011 році, а типовим видом є Mescalerolemur horneri. Його найближчим родичем є Mahgarita з тієї ж формації, але трохи молодша за віком.